# Charles-Jean de la Vallée Poussin
Charles-Jean Étienne Gustave Nicolas de La Vallée Poussin (Lovaina, Bélgica, 14 de agosto de 1866 - Bruselas, 2 de marzo de 1962) fue un matemático belga, conocido por haber demostrado (de modo independiente del francés Jacques Hadamard) el teorema de los números primos, utilizando para ello los métodos del análisis complejo.
Más adelante se interesaría en la teoría de la aproximación. Definió, para toda función continua f en el intervalo estándar [−1,1], las sumas
{\displaystyle V_{n}={\frac {S_{n}+S_{n+1}+\ldots +S_{2n-1}}{n}}},
donde
{\displaystyle S_{n}={\frac {1}{2}}c_{0}(f)+\sum _{i=1}^{n}c_{i}(f)T_{i}}
y
{\displaystyle c_{i}(f)}
son los vectores de la base dual con respecto a la base de polinomios de Chebyshev (definidos como
{\displaystyle (T_{0}/2,T_{1},\cdots ,T_{n})}).
Hay que destacar que esta fórmula también es válida con {\displaystyle S_{n}}, siendo la suma Fourier de {\displaystyle 2\pi }-función periódica 'F' de este modo
{\displaystyle F(\theta )=f(\cos \theta )}.
Por último, la suma de la Vallée-Poussin puede ser evaluada en términos del supuesto suma Fejer (llamado {\displaystyle F_{n}}): {\displaystyle V_{n}=2F_{2n-1}-F_{n-1}}.
Luego trabajaría también en la teoría de las potencias y en el análisis complejo.

## Literatura
- Burkill en Dictionary of Scientific Biography y en Journal of the London Mathematical Society vol. 39, 1964, p. 165.
- Paul Montel, Nachruf in Compte Rendue Acad. Sciences Paris vol. 254, 1962, pp. 2473